# 虎紋蛙
虎紋蛙是分佈在華南、印度、巴基斯坦和阿富汗的一種大型青蛙。原在两广地区為特别受欢迎的一种食物，当地俗称田鸡、水鸡，因过度捕杀，致使虎纹蛙野外种群数量岌岌可危，已被中國列为国家二级保护动物。

## 特徵
虎紋蛙的頭部中等大小，吻稍為突出。鼻孔稍近吻端。眶間距比眼簾還窄。鼓膜約有眼睛的2/3大小。手指很短，第一指比第二指長。腳趾中等長度，差不多全部都有蹼。沿第五趾有膜狀的邊緣。後肢的胫跗关节放向前可達耳朵、眼睛或更前。皮膚沒有橫褶，但在鼓膜之上有一褶。牠們背部呈綠色或橄欖色，有深色斑點，有時在脊骨有一直線。雄蛙兩側有聲囊，一般都呈黑色。
虎紋蛙由吻至末端長6.5吋。

## 分佈
虎紋蛙普遍分佈在印度次大陸及錫蘭至巴基斯坦及喜瑪拉雅山腳，並由中國至馬來西亞。
虎紋蛙是水生的，當受驚嚇時可以跳出水面。

## 保育狀況
虎紋蛙被世界自然保護聯盟列為無危。